# Jurina Matsui
Jurina Matsui (松井 珠理奈, Matsui Jurina, Kasugai, 8 de março de 1997)  é ex-integrante do grupo japonês de ídolos SKE48 e AKB48. Ela é reconhecida como o ás absoluto do grupo, tendo ficado no top 10 em muitas das eleições gerais anuais do AKB48 e vencendo as eleições de 2018.
Matsui estreou com o grupo de primeira geração SKE48, Time S, quando tinha 11 anos de idade e logo foi nomeada a posição central no single ""Ōgoe Diamond" do AKB48, fazendo dela o primeiro membro do grupo irmão a participar e a se apresentar na principal formação única do grupo. Ela continua aparecendo regularmente nos singles da faixa-título do SKE48 e do AKB48. O primeiro álbum solo de Matsui, Privacy, que todas as letras foram escritas por ela mesma, foi lançado em 5 de outubro de 2019.

## Biografia

### 1997–2012: Início da vida e carreira
Matsui nasceu em 8 de março de 1997 em Kasugai, na província de Aichi. Ela estava interessada em cantar, pois na escola maternal passou a gostar de dançar quando começou a aprender dança hip-hop na terceira série do ensino fundamental. Pensando que cantar e dançar são o que os ídolos fazem, Matsui começou a tentar se tornar um ídolo.
Em 2008, como aluno da sexta série, Matsui fez um teste com o SKE48 e foi escolhida com 22 outros participantes para formar a equipe inaugural do grupo, a Equipe S, que estreou em 5 de outubro. No mesmo ano, aos 11 anos, Matsui participou da gravação do single "Ōgoe Diamond" do AKB48 e foi selecionada para ser a artista central e capa da música do single. Foi a primeira vez que um single do AKB48 apresentaria um membro de um grupo irmão.
Em 25 de março de 2009, no show do AKB48 no Saitama Super Arena, Matsui de repente sai no meio de uma música. Foi diagnosticada com "tontura devido a anemia e excesso de trabalho" e foi hospitalizada por alguns dias. De acordo com o gerente do evento, nos últimos meses houve relatos de sua condição física precária, mas ela afirmou que "absolutamente não queria uma pausa". O produtor do AKB48, Yasushi Akimoto, informou aos fãs do grupo que ele a havia deixado descansar por um período indefinido de tempo.

### 2012–2017: Avanço
No início de 2012, após escândalos nos quais os membros Natsumi Hirajima e Rumi Yonezawa haviam renunciado ao AKB48, Matsui foi adicionado ao AKB48 como membro simultâneo. Nas eleições gerais de 2012 do AKB48 para determinar a formação do seu 27.º single, Matsui ficou em nono no geral com 45.747 votos, o mais alto para um membro do SKE48. Para o 28.º single, "Uza", Matsui foi selecionadA para ser a atriz principal, juntamente com a melhor candidato a votos Yuko Oshima. No torneio de pedra-papel-tesoura do 29.º single, Matsui perdeu na segunda rodada para Mariko Namamura.
Nas eleições gerais de 2013, ela ficou em sexto lugar geral com 77.170 votos. Em 18 de setembro, ela ganhou o torneio pedra-papel-tesoura para se tornar a atriz central do 34.º single do grupo. Nas eleições gerais de 2014, ela ficou em quarto lugar com 90.910 votos. Em 21 de outubro de 2015, a posição concorrente de Matsui no AKB48 Time K foi encerrada. Em junho de 2016, foi revelado que Matsui desempenharia o papel principal no drama de horror programado para transmissão na TBS em 13 de julho. Nas eleições gerais de 2016, ela ficou em terceiro lugar com 112.341 votos. Em 2 de outubro de 2016, foi anunciado que Matsui seria gerenciada pela Irving.

### 2018 – presente: breve hiato e álbum solo
Em maio de 2018, Matsui foi uma das duas meninas do SKE48 a participar da competição sul-coreana Produce 48. Em 16 de junho, no show em Nagoya Dome, para anunciar os resultados da eleição geral do AKB48, Matsui desabou no palco e teve que ser levada para descansar antes de voltar. No final da noite, foi anunciado que ela havia terminado em primeiro lugar geral na eleição com 194.453 votos, e se tornaria o ator central do 53.º single do AKB48. Em 7 de julho, o gerente do SKE48, Yuasa Hiroshi, divulgou um comunicado afirmando que Matsui interromperia todas as atividades para se recuperar. Mnet confirmou que ela também estava se retirando do Produce 48 ; onde ela ficou em 13.º lugar nos resultados de votação do quinto episódio com 329.455 votos.
Matsui retomou suas atividades em 6 de setembro de 2018 e fez uma aparição surpresa no Teatro SKE48 para anunciar seu retorno. Por causa de seu longo hiato, Matsui não pôde participar da gravação da música e do videoclipe de seu single vencedor "Sentimental Train". Matsui foi temporariamente substituída por storyboard e Imagens geradas por computador na versão inacabada do videoclipe. Em 25 de setembro, a versão completa da música e do videoclipe foi lançada e poderia ser baixada pelos compradores de CDs com números de série incluídos no CD.
Em 6 de abril de 2019, Matsui começou a transmitir seu primeiro programa regular de rádio intitulado "Koe no Koibito Matsui Jurina desu, apoiado por Simeji", na CBC Radio. O programa é transmitido todos os sábados às 19:30 da noite. Matsui voltou ao drama de TV Emergency Interrogation Room da TV Asahi como jogadora de shogi. Em 18 de abril, Matsui fez sua estreia na peça teatral ao interpretar Hamlet no Hamlet versão SKE48. A peça teatral é o culminar dos desafios de atuação que os membros do grupo receberam de especialistas em seu programa de TV SKEBINGO!.
Em 5 de outubro de 2019, que também é o 11.º aniversário de sua estreia, Matsui lançou seu primeiro álbum solo, Privacy, através da Showroom Records. Um single de pré-lançamento "KMT Dance" foi distribuído em 28 de agosto com uma campanha da LINE MUSIC. Todas as nove faixas do álbum foram escritas pela própria Matsui e compostas por Yoshimasa Inoue. O lançamento deste álbum foi proposto pelo produtor do AKB48, Yasushi Akimoto, depois de testemunhar como as letras sensíveis e a voz do Matsui atraíram os fãs através de suas transmissões ao vivo no SHOWROOM.
Em 7 de fevereiro de 2020, Jurina anunciou sua graduação do SKE48.

### Vida pessoal
Matsui é filha única. Em 2015, ela e sua mãe Yumiko estrelaram um comercial de televisão para a Baitoru.

### Colocações eleitorais gerais
Colocação de Matsui na eleição geral anual do AKB48:
| Ano  | Edição | Single                             | Número de votos | Classificação final | Posição no single |
| ---- | ------ | ---------------------------------- | --------------- | ------------------- | ----------------- |
| 2009 | 1      | "Iiwake Maybe"                     | 1.371           | 19                  | Principal         |
| 2010 | 2      | "Heavy Rotation"                   | 12,168          | 10                  | Principal         |
| 2011 | 3      | "Flying Get"                       | 27,804          | 14                  | Principal         |
| 2012 | 4      | "Gingham Check"                    | 45,747          | 9                   | Principal         |
| 2013 | 5      | "Koi Suru Fortune Cookie"          | 77,170          | 6                   | Principal         |
| 2014 | 6      | "Kokoro no Placard"                | 90,910          | 4                   | Principal         |
| 2015 | 7      | "Halloween Night"                  | 105,289         | 5                   | Principal         |
| 2016 | 8      | "Love Trip/Shiawase wo Wakenasai " | 112,341         | 3                   | Principal         |
| 2017 | 9      | "Sukinanda"                        | 113,615         | 3                   | Principal         |
| 2018 | 10     | "Sentimental Train"                | 194.453         | 1                   | Centro, Principal |

## Discografia
- Privacy (2019)[35][36]

#### Outras canções originais
| Título                    | Data de lançamento    | Notas                                      |
| ------------------------- | --------------------- | ------------------------------------------ |
| " Sugar Rush "            | 30 de outubro de 2012 | A trilha sonora original de Wreck-It Ralph |
| "Tenohira ga Kataru Koto" | 8 de março de 2013    | Única caridade                             |

## Filmografia

### Cinema
| Ano  | Título                                 | Função          | Diretor           | Ref.   |
| ---- | -------------------------------------- | --------------- | ----------------- | ------ |
| 2011 | Waya! Uchuu Ichi no Osekkai Daisakusen | Sanae Itami     | Yo Kohatsu        | [ 37 ] |
| 2014 | Maiko wa Lady                          | Fukuna          | Masayuki Suo      | [ 38 ] |
| 2015 | Furiko                                 | Koharu Hasegawa | Norihino Takenaga | [ 39 ] |

### Televisão
| Ano  | Título                                                                                       | Função                         | Notas                                           | Ref.          |
| ---- | -------------------------------------------------------------------------------------------- | ------------------------------ | ----------------------------------------------- | ------------- |
| 2010 | Majisuka Gakuen                                                                              | Kurage                         | Episódio 2 e 6                                  |               |
| 2011 | Mousō Deka                                                                                   | Mousō Deka                     | Papel principal                                 | [ 40 ]        |
| 2011 | Majisuka Gakuen 2                                                                            | Kurage                         | Papel principal                                 | [ 41 ]        |
| 2012 | Blackboard: Jidai to Tatakatta Kyōshitachi                                                   | Manami Hirokawa                | Episódio: "Yume"                                | [ 42 ]        |
| 2012 | Majisuka Gakuen 3                                                                            | Nobunaga                       | Episódio 6-12                                   | [ 43 ]        |
| 2013 | So long!                                                                                     | Tsubasa Kurabayashi            | Episódio 2                                      | [ 44 ] [ 44 ] |
| 2014 | Kagi no Kakatta Heya Special                                                                 | Haruka Kiryu                   |                                                 | [ 45 ] [ 46 ] |
| 2015 | Majisuka Gakuen 4                                                                            | Kurage                         | Episódio 9                                      | [ 47 ]        |
| 2015 | Majisuka Gakuen 5                                                                            | Centro                         | 7 episódios                                     | [ 48 ]        |
| 2016 | AKB Horror Night: Noite da Adrenalina                                                        | Reina                          | Episódio 33 "Túnel"                             | [ 49 ]        |
| 2016 | Watashi Kekkon Dekinainjanakute, Shinaindesu                                                 | Miyabi Tachibana (jovem)       | 10 episódios                                    | [ 50 ]        |
| 2016 | Shihei: Death Cash                                                                           | Yuka Minami                    | Papel principal                                 | [ 51 ]        |
| 2016 | Crow's Blood                                                                                 | Shinobu Matsumura              | Papel de apoio                                  | [ 52 ] [ 53 ] |
| 2016 | AKB Love Night: Fábrica de Amor                                                              | Maiko Okabe                    | Ep. 39 "Love Ban"                               | [ 54 ] [ 55 ] |
| 2016 | Cabasuka Gakuen                                                                              | Kurage                         | Papel principal                                 | [ 56 ] [ 57 ] |
| 2016 | Genroku Nau: Owari Hanshi 8882-nichi no Tweet                                                | Narradora                      | Documentário histórico                          | [ 58 ]        |
| 2017 | Tofu Pro-Wrestling                                                                           | Jurina Matsui/Hollywood Jurina | Papel principal                                 | [ 59 ] [ 60 ] |
| 2018 | Produce 48                                                                                   | Si mesma (participante)        | Eps. 1-5                                        | [ 24 ]        |
| 2019 | Kinkyu Torishirabe Shitsu                                                                    | Hinako Tachibana               | 3 Temporada                                     | [ 28 ]        |
| 2020 | WrestleMania                                                                                 | Narradora                      |                                                 | [ 61 ]        |
| 2020 | Kagi no Kakatta Heya Special Edition 3                                                       | Haruka Kiryu                   | Re-lançado com cena extra                       | [ 62 ]        |
| 2021 | 13-nenkan Otsukaresama Deshita!! SKE48 Matsui Jurina: Zettaiteki Ace ga Sugao ni Modoru Toki | Si mesma                       | Programa especial de graduação de Jurina Matsui | [ 63 ]        |

### Teatro
| Ano  | Título | Função | Notas      |
| ---- | ------ | ------ | ---------- |
| 2019 | Hamlet | Hamlet | SKE48 ver. |

### Radio
| Ano  | Título                                                | Estação | Ref.   |
| ---- | ----------------------------------------------------- | ------- | ------ |
| 2019 | Koe no Koibito Matsui Jurina desu supported by Simeji | CBC     | [ 27 ] |

### Comerciais
- Samsung Galaxy S6 Edge (2015) [64]
- Umaya Ramen - Tonkoku (2015-)
- Dip Corporation "Baitoru" - co-estrelou com sua mãe (15 de maio de 2015) [65][66]
- New Japan Pro Wrestling - Luta contra o Kingdom 12 em Tokyo Dome como embaixador especial (4 de janeiro de 2018) [67]
- Aoyama Mainland (2018) [68][69]

## Prêmios
- Prêmios Pro-Wrestling do Tokyo Sports : Prêmio Especial (2017) [72][73]
- Yahoo! Japão : "Yahoo! Pesquisa Prêmios "Idol Categoria (meados do ano de 2018) [74]
- Embaixadora da Sanen Neo Phoenix (2019-) [75]